# Лагуна-дель-Карбон
Лагуна-дель-Карбон или Карбон (исп. Laguna del Carbón) — солёное озеро в провинции Санта-Крус (Аргентина). Лагуна-дель-Карбон расположена в 54 км от города Пуэрто-Сан-Хулиан в пределах Большой депрессии Сан-Хулиана (Gran Bajo de San Julián), бессточной области между бухтой Сан-Хулиан и рекой Рио-Чико. Уровень озера на 105 м ниже уровня моря — это самая низкая точка Аргентины и обеих Америк, седьмая самая низкая точка на всей планете.
В окрестностях Лагуны-дель-Карбон, как и в некоторых других местах Патагонии, были найдены многочисленные окаменелости динозавров.